# IG-541
IG-541 er en blanding af inaktive atmosfæriske gasarter bestående af ca. 52% nitrogen, ca. 40% argon og ca. 8% kuldioxid, der bruges som slukningsmiddel i brandslukning. Produktet sælges under forskellige varemærker, bl.a. Inergen fra Fire Eater, prolnert og Inertech.
IG-541 bliver aktiveret af et automatisk branddetektionsanlæg, som sender gassen ind i det rum, der skal beskyttes. Gassen sænker iltniveauet i rummet fra 20,9 % til mellem 12-15 %. Det lave iltniveau kvæler ilden, før den udvikler sig. Det er sikkert for mennesker og dyr  at opholde sig i et rum, hvor et IG-541 rumslukningsanlæg bliver aktiveret, da iltniveauet er over 11 %, som anses for at være minimumsniveauet.[kilde mangler]
I modsætning til Halon-anlæg eller lignende anlæg indeholder IG-541 ikke gasser, som er skadelige for ozonlaget. 